# Jiao, Jiamusi
Jiao är ett stadsdistrikt i Jiamusis stad på prefekturnivå i Heilongjiang-provinsen i nordöstra Kina. Sedan 2006 inkluderar det tidigare stadsdistriktitet Yonghong (永红区 pinhin Yǒng hóng qū). Det ligger omkring 300 kilometer öster om provinshuvudstaden Harbin. 